# Ставрохори
Ставрохори (грч. Σταυροχώρι) је насељено место у општини Кукуш у периферији Средишња Македонија, Грчка. Према попису из 2021. године било је 315 становника.
Према бугарском географу и историчару, Василу Канчову, у Ставрохорију је 1900. године живело 250 Турака. Године 1924. турско становништво је принудно исељено у Турску а на њихово место је насељен већи број грчких избегличких породица. На попису из 1928. године Ставрохори је имао 484 становника. Село се раније звало Хаџи Јунус.